# Stenalia indica
Stenalia indica es una especie de coleóptero de la familia Mordellidae.

## Distribución geográfica
Habita en Bengala Occidental.